# اچ‌ام‌اس چروب (۱۸۰۶)
اچ‌ام‌اس چروب (۱۸۰۶) (به انگلیسی: HMS Cherub (1806)) یک کشتی بود که طول آن ۱۰۸ فوت ۴ اینچ (۳۳٫۰ متر) بود. این کشتی در سال ۱۸۰۶ ساخته شد.